# Prince of Stride
Prince of Stride (プリンス・オブ・ストライド?, Purinsu obu Sutoraido) è una serie di romanzi edita da ASCII Media Works sotto l'etichetta Sylph Comics dal 22 novembre 2012. Un videogioco per PlayStation Vita, sviluppato da Kadokawa Games e Vridge, è stato pubblicato il 30 luglio 2015, mentre un adattamento manga, sottotitolato Galaxy Rush e disegnato da Teruko Arai, ha iniziato la serializzazione sul Dengeki Maoh di Kadokawa Shoten il 27 novembre 2015. Un adattamento anime dal sottotitolo Alternative (オルタナティブ?, Orutanatibu), prodotto da Madhouse e acquistato in Italia da Yamato Video, è stato trasmesso in Giappone tra il 5 gennaio e il 22 marzo 2016.

## Personaggi
Nana Sakurai (桜井 奈々?, Sakurai Nana)
Doppiata da: Kana Hanazawa
Riku Yagami (八神 陸?, Yagami Riku)
Doppiato da: Ryōhei Kimura
Takeru Fujiwara (藤原 尊?, Fujiwara Takeru)
Doppiato da: Nobuhiko Okamoto
Hozumi Kohinata (小日向 穂積?, Kohinata Hozumi)
Doppiato da: Kenshō Ono
Heath Hasekura (支倉 ヒース?, Hasekura Heath)
Doppiato da: Daisuke Ono
Kyōsuke Kuga (久我 恭介?, Kuga Kyōsuke)
Doppiato da: Jun'ichi Suwabe
Ayumu Kadowaki (門脇 歩?, Kadowaki Ayumu)
Doppiato da: Hiro Shimono
Yūjirō Dan (壇 悠次郎?, Dan Yūjirō)
Doppiato da: Ryōtarō Okiayu